# Swaps (cheval)
Swaps (1952-1972) est un cheval de course pur-sang américain. Membre du Hall of Fame des courses américaines, il fut élu cheval de l'année aux États-Unis en 1956. 

## Carrière de course
Swaps porte les couleurs de Rex Ellsworth, un ancien cowboy de l'Arizona qui, à partir de six poulinières aux origines modestes, a bâti en quelques années l'un des élevages californiens les plus en vue. Le poulain débute à 2 ans, remporte trois victoires mais il est loin de faire partie de l'élite de sa génération, d'ailleurs écrasée par un poulain de la Côte Est, Nashua. Il conclut son année le 30 décembre par une victoire dans une allowance disputée à Santa Anita, et à cette occasion fait connaissance avec celui qui sera désormais son jockey attitré, Bill Shoemaker. En 1955, Swaps monte d'un cran en gagnant, pour sa rentrée, les San Vicente Stakes, une préparatoire au Santa Anita Derby, la grande course des 3 ans californiens, qu'il remporte dans la foulée. Le voilà désormais propulsé porte-drapeau de la Californie, et envoyé en mission dans le Kentucky Derby à Churchill Downs pour montrer aux aristocratiques coursiers du Maryland et du Kentucky ce que valent les poulains de la Côte Ouest. Le favori tout désigné est Nashua, il a gagné ses quatre courses depuis le début de l'année et on voit mal qui pourrait contester sa suprématie.    
Et pourtant, c'est bien Swaps qui s'impose, assez nettement, devant Nashua. Au lieu d'enchaîner avec les autres épreuves de la Triple Couronne, il rentre à la maison où il enchaîne les victoires. Mais il entend l'appel de l'Est, celui de Nashua qui réclame sa revanche. Car en remportant les Preakness Stakes (record de la course à la clé) et les Belmont Stakes, le poulain du Maryland a montré qu'il n'aurait pas juré au palmarès de la Triple Couronne, et veut laver l'affront du Kentucky Derby. Alors Swaps retourne repasse à l'Est où il en profite pour rafler l'American Derby en battant le record de l'hippodrome de Washington Park, celui-là même sur lequel se sont accordés les deux parties pour disputer le duel. Les deux poulains sont donc en pleine forme et vont s'affronter à armes égales. Sauf que Swaps, surnommé parfois Californian Cripple ("l'éclopé californien", en raison de ses nombreux pépins physiques) se fait mal la veille de la course qui a lieu le 31 août. Il est tout de même au départ, mais ne peut rien contre Nashua, qui le domine largement. Battu, un peu esquinté, Swaps rentre à la maison et, toujours en proie à des soucis de santé, on ne le revoit plus de la saison. Saison à l'issue de laquelle il voit Nashua être logiquement sacré cheval de l'année.    
Mais Swaps connaîtra une forme de revanche sur Nashua en lui ravissant le titre suprême l'année suivante, en 1956. Malgré ses éternelles petites blessures, Swaps réalise une grande saison, avec huit victoires en dix courses, dans des gros handicaps où il s'élance sous une montagne de plomb, le plus souvent en établissant de nouveaux records de vitesse. À l'automne, il est de retour sur la Côte Est pour prouver qu'il est bien le meilleur, alors que Nashua, tout en glanant quelques superbes trophées, se montre un peu plus irrégulier. Mais après sa victoire dans le Washington Park Handicap, c'est la catastrophe : il se fracture la jambe à l'entraînement et aggrave sa blessure au box. Sunny Jim Fitzimmons, l'entraîneur de Nashua, n'oublie pas son ancien rival et envoie à Mesh Tenney, l'entraîneur de Swaps, un système de suspension pour manipuler le cheval. Mesh Tenney l'actionnera 36 heures d'affilée, relevant son protégé toutes les 45 minutes. Un mois plus tard, amaigri mais vivant, Swaps l'éternel éclopé est sauvé.      
Dans sa liste des 100 meilleurs chevaux de sport hippique américain du XXe siècle établie en 1999, le magazine The Blood-Horse, portant davantage de crédit au Kentucky Derby qu'au match race de Washington, a tranché la rivalité entre Swaps et Nashua : Swaps figure à la 20e place et Nashua à la 24e. Tous deux se suivront encore de près dans le Hall of Fame des courses américaines, où Swaps est admis en 1966, un an après son rival.  

### Résumé de carrière
| Date        | Hippodrome      | Pays        | Course                   | Distance    | Jockey       | Place       | Écart       | Vainqueur ou deuxième |
| 1954, 2 ans | 1954, 2 ans     | 1954, 2 ans | 1954, 2 ans              | 1954, 2 ans | 1954, 2 ans  | 1954, 2 ans | 1954, 2 ans | 1954, 2 ans           |
| ----------- | --------------- | ----------- | ------------------------ | ----------- | ------------ | ----------- | ----------- | --------------------- |
| 20 mai      | Hollywood Park  | États-Unis  | Maiden                   | 1 000 m     | J. Burton    | 1er / 11    | 3           | Irish Cheer           |
| 3 juin      | Hollywood Park  | États-Unis  | Westchester Handicap     | 1 000 m     | J. Burton    | 2e / 7      | 2 ¼         | Black Hoe             |
| 10 juin     | Hollywood Park  | États-Unis  | June Juvenile Stakes     | 1 000 m     | J. Burton    | 1er / 7     | 2 ½         | Trentonian            |
| 22 juin     | Hollywood Park  | États-Unis  | Hagin Stakes             | 1 000 m     | J. Burton    | 3e / 10     | 2           | Mr. Sullivan          |
| 8 juillet   | Hollywood Park  | États-Unis  | Charles S. Howard Stakes | 1 200 m     | J. Burton    | 5e / 6      | 8 ¾         | Colonel Mack          |
| 30 décembre | Santa Anita     | États-Unis  | Allowance                | 1 400 m     | B. Shoemaker | 1er / 12    | nez         | Beau Busher           |
| 1955, 3 ans |                 |             |                          |             |              |             |             |                       |
| 19 janvier  | Santa Anita     | États-Unis  | San Vicente Stakes       | 1 400 m     | B. Shoemaker | 1er / 5     | 3 ½         | Trentonian            |
| 19 février  | Santa Anita     | États-Unis  | Santa Anita Derby        | 1 800 m     | J. Longden   | 1er / 8     | 1/2         | Jean's Joe            |
| 30 avril    | Churchill Downs | États-Unis  | Allowance                | 1 200 m     | B. Shoemaker | 1er / 5     | 8 ½         | Trim Destiny          |
| 7 mai       | Churchill Downs | États-Unis  | Kentucky Derby           | 2 000 m     | B. Shoemaker | 1er / 10    | 1 ½         | Nashua                |
| 30 mai      | Hollywood Park  | États-Unis  | Will Rogers Stakes       | 1 600 m     | B. Shoemaker | 1er / 6     | 12          | Bequeath              |
| 11 juin     | Hollywood Park  | États-Unis  | Californian Stakes       | 1 700 m     | D. Arb       | 1er / 6     | 1 ¼         | Determine             |
| 9 juillet   | Hollywood Park  | États-Unis  | Westerner Stakes         | 2000 m      | B. Shoemaker | 1er / 5     | 6           | Fabulous Vegas        |
| 20 août     | Washington Park | États-Unis  | American Derby           | 2 000 m     | B. Shoemaker | 1er / 6     | 1           | Traffic Judge         |
| 31 août     | Washington Park | États-Unis  | Match Race               | 2 000 m     | B. Shoemaker | 2e / 2      | 6 ½         | Nashua                |
| 1956, 4 ans |                 |             |                          |             |              |             |             |                       |
| 17 février  | Santa Anita     | États-Unis  | Handicap Race            | 1 700 m     | B. Shoemaker | 1er / 7     | 1 ¾         | Bobby Brocato         |
| 14 avril    | Gulfstream Park | États-Unis  | Broward Handicap         | 1 700 m     | B. Shoemaker | 1er / 8     | 2 ¼         | Galdar                |
| 26 mai      | Hollywood Park  | États-Unis  | Californian Stakes       | 1 700 m     | B. Shoemaker | 2e / 6      | tête        | Porterhouse           |
| 9 juin      | Hollywood Park  | États-Unis  | Argonaute Handicap       | 1 600 m     | B. Shoemaker | 1er / 6     | 1 ¼         | Bobby Brocato         |
| 23 juin     | Hollywood Park  | États-Unis  | Inglewood Handicap       | 1 700 m     | B. Shoemaker | 1er / 7     | 2 ¾         | Mister Gus            |
| 4 juillet   | Hollywood Park  | États-Unis  | American Handicap        | 1 800 m     | B. Shoemaker | 1er / 5     | 1 ¾         | Mister Gus            |
| 14 juillet  | Hollywood Park  | États-Unis  | Hollywood Gold Cup       | 2 000 m     | B. Shoemaker | 1er / 7     | 2           | Mister Gus            |
| 25 juillet  | Hollywood Park  | États-Unis  | Sunset Handicap          | 2 600 m     | B. Shoemaker | 1er / 9     | 4 ¼         | Honeys Alibi          |
| 25 août     | Washington Park | États-Unis  | Archward Memorial Stakes | 1 700 m     | B. Shoemaker | 7e / 8      | 6 ¼         | Mahan                 |
| 3 septembre | Washington Park | États-Unis  | Washington Park Handicap | 1 600 m     | B. Shoemaker | 1er / 6     | 2           | Summer Tan            |

## Au haras
Swaps s'installe comme étalon au haras de son propriétaire avant de rejoindre Darby Dan Farm à Lexington, Kentucky dès sa deuxième saison, en 1958. Et comme il ne pouvait en être autrement, il passera les cinq dernières années de sa vie à Spendthrift Farm, aux côtés d'un certain Nashua. Il a plutôt réussi dans sa deuxième carrière, donnant Chateaugay, qui frôla la Triple Couronne en 1963 (vainqueur du Kentucky Derby, des Belmont Stakes et deuxième des Preakness Stakes) et la championne Affectionately, membre du Hall of Fame. Il est en outre le père de mère de l'une des poulinières du siècle, Fall Aspen.
Swaps est mort en novembre 1972, à 20 ans. Sa tombe se trouve à Spendthrift Farl mais ses restes ont été transférés en 1986 au Kentucky Derby Museum à Churchill Downs.

## Origines
Swaps est un fils de l'Anglais Khaled, importé en 1947 par Rex Ellsworth pour son haras californien. Sous les couleurs de l'Aga Khan III, il avait brillé au pays dans les Coventry Stakes, les Middle Park Stakes et les St. James's Palace Stakes, et s'est révélé un excellent étalon aux États-Unis. Swaps est issu d'une famille maternelle très performante. Sa mère, Iron Reward, n'est autre que la sœur d'Iron Liege (par Bull Lea), gagnant du Kentucky Derby et deuxième des Preakness Stakes en 1957. Sa mère, Iron Maiden, fille du grand War Admiral, brilla sur le tard en piste, remportant le Del Mar Handicap à 6 ans et se classant l'année suivante dans le San Diego Handicap.    

### Pedigree
| Origines de Swaps (USA), mâle alezan né en 1952 | Origines de Swaps (USA), mâle alezan né en 1952 | Origines de Swaps (USA), mâle alezan né en 1952 | Origines de Swaps (USA), mâle alezan né en 1952 |
| ----------------------------------------------- | ----------------------------------------------- | ----------------------------------------------- | ----------------------------------------------- |
| Père Khaled 1943                                | Hyperion 1930                                   | Gainsborough                                    | Bayardo                                         |
| Père Khaled 1943                                | Hyperion 1930                                   | Gainsborough                                    | Rosedrop                                        |
| Père Khaled 1943                                | Hyperion 1930                                   | Selene                                          | Chaucer                                         |
| Père Khaled 1943                                | Hyperion 1930                                   | Selene                                          | Serenissima                                     |
| Père Khaled 1943                                | Eclair (GB) 1930                                | Ethnarch                                        | The Tetrarch                                    |
| Père Khaled 1943                                | Eclair (GB) 1930                                | Ethnarch                                        | Karenza                                         |
| Père Khaled 1943                                | Eclair (GB) 1930                                | Black Ray                                       | Black Jester                                    |
| Père Khaled 1943                                | Eclair (GB) 1930                                | Black Ray                                       | Lady Brilliant                                  |
| Mère Iron Reward 1946                           | Beau Pere 1927                                  | Son-in-Law                                      | Dark Ronald                                     |
| Mère Iron Reward 1946                           | Beau Pere 1927                                  | Son-in-Law                                      | Mother-in-Law                                   |
| Mère Iron Reward 1946                           | Beau Pere 1927                                  | Cinna                                           | Polymelus                                       |
| Mère Iron Reward 1946                           | Beau Pere 1927                                  | Cinna                                           | Baroness La Fleche                              |
| Mère Iron Reward 1946                           | Iron Maiden 1941                                | War Admiral                                     | Man O'war                                       |
| Mère Iron Reward 1946                           | Iron Maiden 1941                                | War Admiral                                     | Brushup                                         |
| Mère Iron Reward 1946                           | Iron Maiden 1941                                | Betty Derr                                      | Sir Gallahad                                    |
| Mère Iron Reward 1946                           | Iron Maiden 1941                                | Betty Derr                                      | Uncle's Lassie (famille a-4)                    |